# Karl Schwetter
Karl Schwetter (eigentlich Karl Georg Leopold Schweter; * 18. Januar 1914 in Wien; † 26. April 2002 ebenda) war ein österreichischer Schauspieler und Filmproduktionsleiter.

## Leben und Wirken
Der Sohn des Bahnbeamten Karl Schweter und dessen Frau Leopoldine, geb. Zimmermann, studierte Jura und besuchte die Akademie für Musik und darstellende Kunst in Wien. Er wurde Schauspieler und trat an Bühnen der Tschechoslowakei, der Niederlande und seit einem Engagement 1938 in Leipzig auch in Deutschland auf.
Nach dem Krieg war er in mehreren Filmen als Nebendarsteller zu sehen, so als gestrenger Kommandant in Die Deutschmeister. 1956 wurde er Produktionsleiter bei der Sascha-Film, für die er zahlreiche Filmkomödien, mehrmals mit Peter Alexander, bis zum Produktionsstopp 1966 herstellte. Er blieb bis 1967 bei der Sascha-Film und wurde 1968 Produktionschef der Schönbrunn-Film. Als solcher arbeitete er vor allem für das Fernsehen und wirkte gelegentlich selbst als Schauspieler in Fernsehproduktionen mit.
Von 1948 bis zu seinem Tod war Karl Schwetter mit der Schauspielerin Elisabeth Stiepl verheiratet. Er starb 2002 und wurde im Familiengrab auf dem Heiligenstädter Friedhof beigesetzt.

## Filmografie
Darsteller
- 1948: Kleine Melodie aus Wien
- 1949: Vagabunden
- 1950: Das vierte Gebot
- 1951: Zwei in einem Auto
- 1952: Nicht die Zeit für Blumen (No Time for Flowers)
- 1952: Hannerl
- 1952: Abenteuer in Wien
- 1953: Ich und meine Frau
- 1953: Das Haus an der Küste (Kuca na Obali)
- 1953: Der Feldherrnhügel
- 1954: Wenn du noch eine Mutter hast (Das Licht der Liebe)
- 1954: Weg in die Vergangenheit
- 1955: Die Deutschmeister
- 1955: Kronprinz Rudolfs letzte Liebe
- 1978: Wallenstein (TV-Vierteiler)
- 1979: Miss et la montre de Mozart (TV-Serie Miss)
- 1979: Tatort: Mord im Grand-Hotel
- 1983: Tatort: Mord in der U-Bahn
- 1990: Tatort: Seven Eleven
- 1992: Vier Frauen sind einfach zuviel (TV)
- 1997: Die Nacht der Nächte – School’s out (TV)
- 1999: Jahrhundertrevue (TV)

Produktionsleiter
- 1956: Roter Mohn
- 1956: Vergiß, wenn Du kannst
- 1957: Wie schön, daß es dich gibt
- 1957: Die Heilige und ihr Narr
- 1958: Hoch klingt der Radetzkymarsch
- 1958: Der Priester und das Mädchen
- 1959: Zwölf Mädchen und ein Mann
- 1959: Ich bin kein Casanova
- 1959: Gitarren klingen leise durch die Nacht
- 1959: Wenn das mein großer Bruder wüßte
- 1960: Meine Nichte tut das nicht
- 1960: Mit Himbeergeist geht alles besser
- 1960: Kriminaltango
- 1961: Die Abenteuer des Grafen Bobby
- 1961: Junge Leute brauchen Liebe
- 1961: Mariandl
- 1961: Saison in Salzburg
- 1962: Das süße Leben des Grafen Bobby
- 1962: Mariandls Heimkehr
- 1962: Hochzeitsnacht im Paradies
- 1962: Die lustige Witwe
- 1963: Der Musterknabe
- 1963: Charleys Tante
- 1963: Ein Alibi zerbricht
- 1963: Schwejks Flegeljahre
- 1964: Hilfe, meine Braut klaut
- 1964: Heirate mich, Chéri
- 1965: … und sowas muß um 8 ins Bett
- 1965: Heidi
- 1966: Graf Bobby, der Schrecken des Wilden Westens
- 1969: Donnerwetter! Donnerwetter! Bonifatius Kiesewetter
- 1976: Jakob der Letzte (TV)
- 1979: Wunder einer Nacht (TV)
- 1979: Lemminge, Teil 1 Arkadien (TV)
- 1979: Feuer! (TV)
- 1984: Steinbichler Geschichten (TV)
- 1985: beschloss ich, Politiker zu werden (TV)